# Urbananthus
Urbananthus là một chi thực vật có hoa trong họ Cúc (Asteraceae).

## Loài
Chi Urbananthus gồm các loài:
- Urbananthus critoniformis (Urb.) R.M.King & H.Rob. - Jamaica
- Urbananthus pluriseriatus (B.L.Rob.) R.M.King & H.Rob. - Cuba